# 默文·伍德
默文·伍德（英語：Mervyn Wood，1917年4月30日—2006年8月19日），澳大利亚男子赛艇运动员。他曾代表澳大利亚参加1936年、1948年、1952年和1956年夏季奥林匹克运动会赛艇比赛，获得一枚金牌、一枚银牌和一枚铜牌。